# Ван Хинтюм, Барт
Барт ван Хинтюм (нидерл. Bart van Hintum; родился 16 января 1987 года, Осс, Нидерланды) — нидерландский футболист, защитник клуба «Алкмария Виктрикс».

## Клубная карьера
Ван Хинтюм — воспитанник клубов «Схадевейк», ПСВ и ТОП Осс. В 2005 году он дебютировал в Эрстедивизи в составе последнего. Летом 2010 года ван Хинтюм перешёл в «Дордрехт». 13 августа 2010 года в матче против «Камбюра» он дебютировал за новый клуб. 19 сентября в поединке против «Ден Босх» Барт забил свой первый гол за «Дордрехт». Летом 2011 года ван Хинтюм перешёл в ПЕК Зволле. В матче против АГОВВ он дебютировал за новый клуб. 28 октября в поединке против МВВ Маастрихт Барт забил свой первый гол за «Зволле». По итогам сезона он выиграл первенство помог клубу выйти в элиту. 11 августа 2012 года в матче против «Рода» он дебютировал в Эредивизи. В 2014 году Барт помог команде завоевать Кубок Нидерландов.
Летом 2016 года ван Хинтюм перешёл в турецкий «Газиантепспор». 21 августа в матче против «Генчлербирлиги» он дебютировал в турецкой Суперлиге. 18 декабря в поединке против «Ризеспора» Барт забил свой первый гол за «Газиантепспор».
Летом 2017 года ван Хинтюм присоединился к «Хераклесу». 12 августа в матче против столичного «Аякса» он дебютировал за новый клуб. 18 августа 2018 года в поединке против АДО Ден Хааг Барт заби свой первый гол за «Хераклес». Летом 2019 года ван Хинтюм перешёл в «Гронинген». 18 августа в матче против АЗ он дебютировал за новую команду.
Летом 2022 года вернулся в ПЕК Зволле, подписав с клубом контракт на один сезон.

## Достижения
Клубные
ПЕК Зволле
- Обладатель Кубка Нидерландов — 2013/2014
- Обладатель Суперкубка Нидерландов — 2014